# Emmerich Reitter
Emmerich Reitter (* 18. September 1875 in Lovrin, Königreich Ungarn, Österreich-Ungarn; † 5. November 1971 in Bandol, Frankreich) war Rechtsanwalt im Königreich Ungarn und Abgeordneter im Parlament des Königreichs Rumänien.

## Leben
Emmerich Reitter war der Sohn einer Bauernfamilie banat-schwäbischer Abstammung. Er besuchte das Piaristengymnasium in Szeged, wo er 1895 seine Matura ablegte. Hierauf studierte er Rechtswissenschaften in Budapest, wo er 1901 promovierte. Während seines Studiums unternahm er zahlreiche Studien- und Sprachreisen, darunter nach Genf, Lyon und Paris. Reitter leistete seinen Wehrdienst in der Österreichisch-Ungarischen Armee, wo er als Leutnant bei den k.u.k. Kaiserjägern diente. Nach seiner Militärzeit war er als Rechtsanwalt in Budapest und Temesvár sowie ab 1903 in Lovrin tätig. Während des Ersten Weltkrieges fungierte er als Leiter des Rot-Kreuz-Krankenhauses in seiner Heimatstadt.
Nach Kriegsende wurde er politisch tätig: Reitter war Mitgründer der Deutsch-Schwäbischen Volksgemeinschaft und wurde für den Kreis Temesch-Torontal als Abgeordneter (1922–1932) und Senator (1932–1939) in das rumänische Parlament gewählt. Dort widmete er sich insbesondere landwirtschaftlichen und administrativen Anliegen. Neben seiner parlamentarischen Tätigkeit war er in landwirtschaftlichen Interessenverbänden wie der Banater Bauernvereinigung aktiv, deren Vorsitzender er von 1933 bis 1938 gewesen ist.
Das deutsche Konsulat in Timișoara charakterisierte Reitter am 26. Januar 1943 wie folgt: „Senator Dr. Emmerich Reitter war lange Jahre hindurch als deutscher Abgeordneter im rumänischen Parlament tätig. Gleichzeitig war er Führer der deutschen Bauernschaft im Banat bis zum Durchbruch der Erneuerungsbewegung in der Deutschen Volksgemeinschaft. Seit dieser Zeit steht er in einem gewissen Gegensatz zur heutigen Volksgruppenführung.“
Im Oktober 1944 floh er aus dem sowjetisch besetzten Rumänien und lebte zunächst in Baden-Baden (1945–1957) und Radolfzell, bevor er 1960 in das ihm aus Studienzeiten bekannte Frankreich zog, wo er sich bis zu seinem Lebensende in Bandol niederließ.